# Хандаев, Игорь Ильич
И́горь Ильи́ч Ханда́ев (16 октября 1941, Свирск, Иркутская область — 18 августа 2016, Алматы, Казахстан) — полузащитник; мастер спорта СССР (1965) по хоккею с мячом.

## Биография
Начал заниматься хоккеем самостоятельно в Свирске. Играл в клубах: «Локомотив» (Иркутск) — 1962—1966, 1969—1980; «Динамо» (Алма-Ата) — 1966—1969; «Юность» (Шелехов) — 1980/1981.
В высшей лиге чемпионатов СССР по хоккею с мячом провёл 400 матчей, забил 105 мячей («Локомотив» — 320, 102; «Динамо» (Алма-Ата) — 80, 3). Провёл 4 матча в составе сборной СССР (1968). Бронзовый призёр чемпионата СССР в составе алма-атинского «Динамо» (1967). В списке «22-х лучших» — 1968 год.
Играл на месте правого полузащитника. В совершенстве владел ударом «хлюп», что позволяло ему постоянно добиваться голевых успехов при розыгрыше штрафных. Многолетний капитан иркутского «Локомотива».
С 1990-х годов проживал в городе Алматы (Казахстан).
Скончался 18 августа 2016 года, похоронен на Кенсайском кладбище.
Отец заслуженного мастера спорта по хоккею с мячом Ильяса Хандаева и мастера спорта международного класса по хоккею на траве Олега Хандаева.

## Статистика выступлений в высшей лиге чемпионатов СССР
| Сезон | Клуб                  | Игры | Мячи |
| ----- | --------------------- | ---- | ---- |
| 1963  | «Локомотив» (Иркутск) | 11   | 1    |
| 1964  | «Локомотив» (Иркутск) | 26   | 2    |
| 1965  | «Локомотив» (Иркутск) | 21   | 1    |
| 1966  | «Локомотив» (Иркутск) | 20   | 2    |
| 1967  | «Динамо» (Алма-Ата)   | 28   | 1    |
| 1968  | «Динамо» (Алма-Ата)   | 28   | 1    |
| 1969  | «Динамо» (Алма-Ата)   | 24   | 1    |
| 1970  | «Локомотив» (Иркутск) | 26   | 2    |
| 1971  | «Локомотив» (Иркутск) | 27   | 4    |
| 1972  | «Локомотив» (Иркутск) | 24   | 11   |
| 1973  | «Локомотив» (Иркутск) | 25   | 13   |
| 1974  | «Локомотив» (Иркутск) | 25   | 18   |
| 1975  | «Локомотив» (Иркутск) | 9    | 5    |
| 1976  | «Локомотив» (Иркутск) | 22   | 4    |
| 1977  | «Локомотив» (Иркутск) | 24   | 4    |
| 1978  | «Локомотив» (Иркутск) | 23   | 6    |
| 1979  | «Локомотив» (Иркутск) | 26   | 14   |
| 1980  | «Локомотив» (Иркутск) | 14   | 8    |
|       | Всего                 | 400  | 105  |